# Markus Pernhart
Markus Pernhart (också känd under det slovenska kortnamnet Marko), född 6 juli 1824 i Untermieger (slovenska: Spodnje Medgorje) i kommunen Ebenthal (slovenska: Žrelec) i Kärnten , södra Österrike, död 30 mars 1871 i stadsdelen St. Ruprecht (slovenska: Šentrupert), Klagenfurt (slovenska: Celovec) , var en av de tidigaste realistiska slovensk-österrikiska landskapsmålarna under romantiken. Han var kärntner-sloven (tillhörande den autoktona slovenskspråkiga befolkningen i Österrike). Han är begravd på kyrkogården i St. Ruprecht.

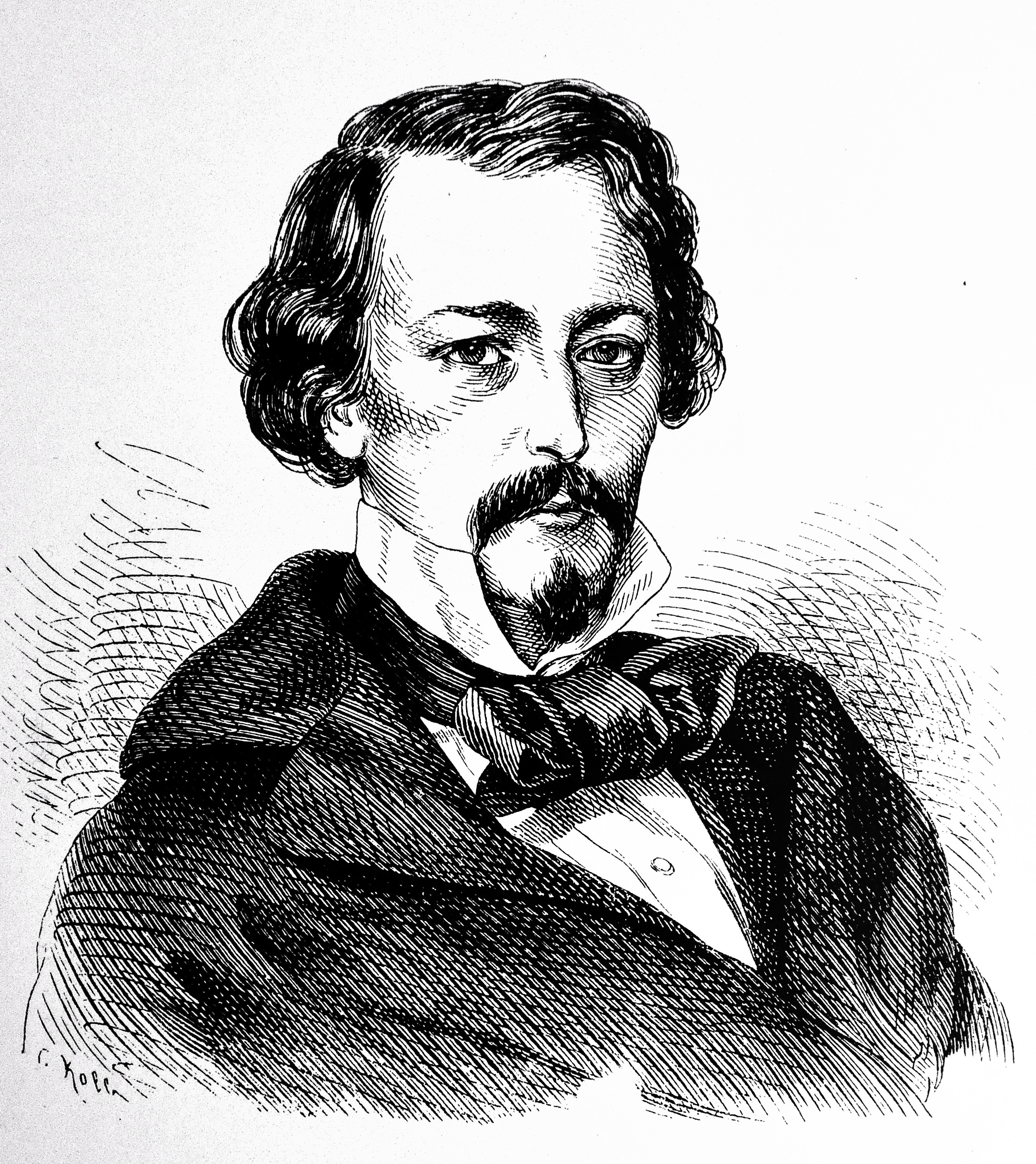
Porträtt av Markus Pernhart.

## Biografi
Pernhart var äldste son till en möbelsnickare från St. Veit (slovenska: (slovenska: Šentvid) i Jauntal (slovenska: Podjuna). Han gick i grundskolan i Tainach (slovenska: Tinje). Vid tidig ålder började han måla bikupepaneler, en slovensk etnografisk egenhet, och sålde dessa under helgerna på en marknad i Klagenfurt. Vid 12 års ålder målade han fresker på väggarna i värdshuset Krajcar, vid vägen mellan Klagenfurt och Völkermarkt (slovenska: Velikovec). Kaplanen Henrik Hermann upptäckte då den unga begåvningen och sammanförde med målaren Andreas Hauser, hos vilken Pernhart fick sin första konstnärliga utbildning. Hermann var Pernharts mecenat, och genom Hermanns kontakter introducerades Pernhart i konstkretsarna i Wien, inte minst till Franz Steinfeld. Han studerade också en tid på Akademie der Bildenden Künste i München, innan han återvände hem till Kärnten.

## Konstverk
Markus Pernharts specialitet var landskapsmålningar från Kärnten och dagens Slovenien, inte minst Krain och Steiermark, liksom teckningar av historisk arkitektur i dessa landsändar. Hans verk omfattar runt 1 200 oljemålningar och ett stort antal teckningar och gravyrer. Dessa återfinns i kärntniska landsmuseet i Klagenfurt, nationalmuseet i Ljubljana och en del finns i biskopsgården i Klagenfurt.

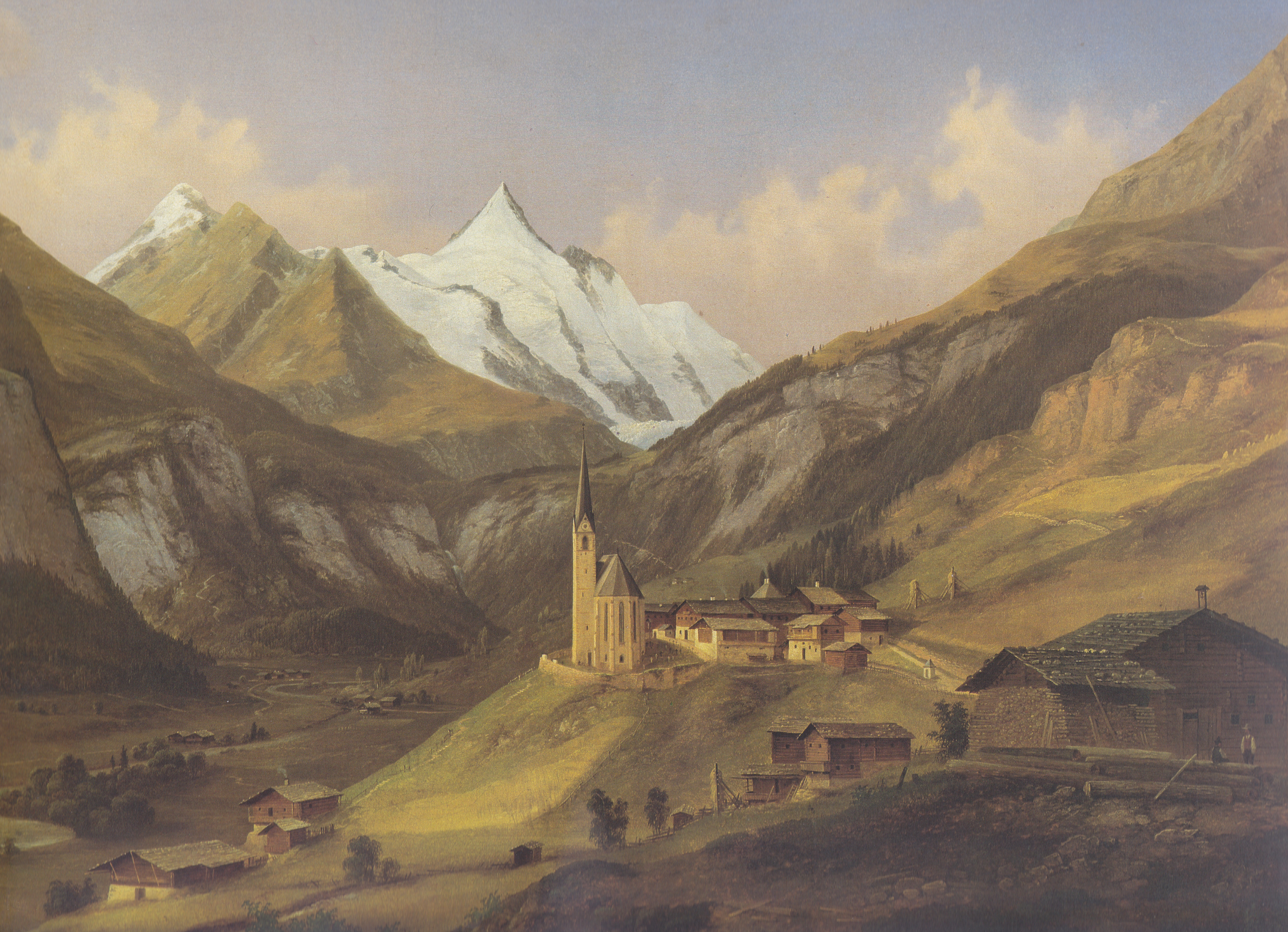
Oljemålning av Grossglockner (slovenska: Veliki Klek) ovan byn Heilligblut (slovenska: Sveta Kri).
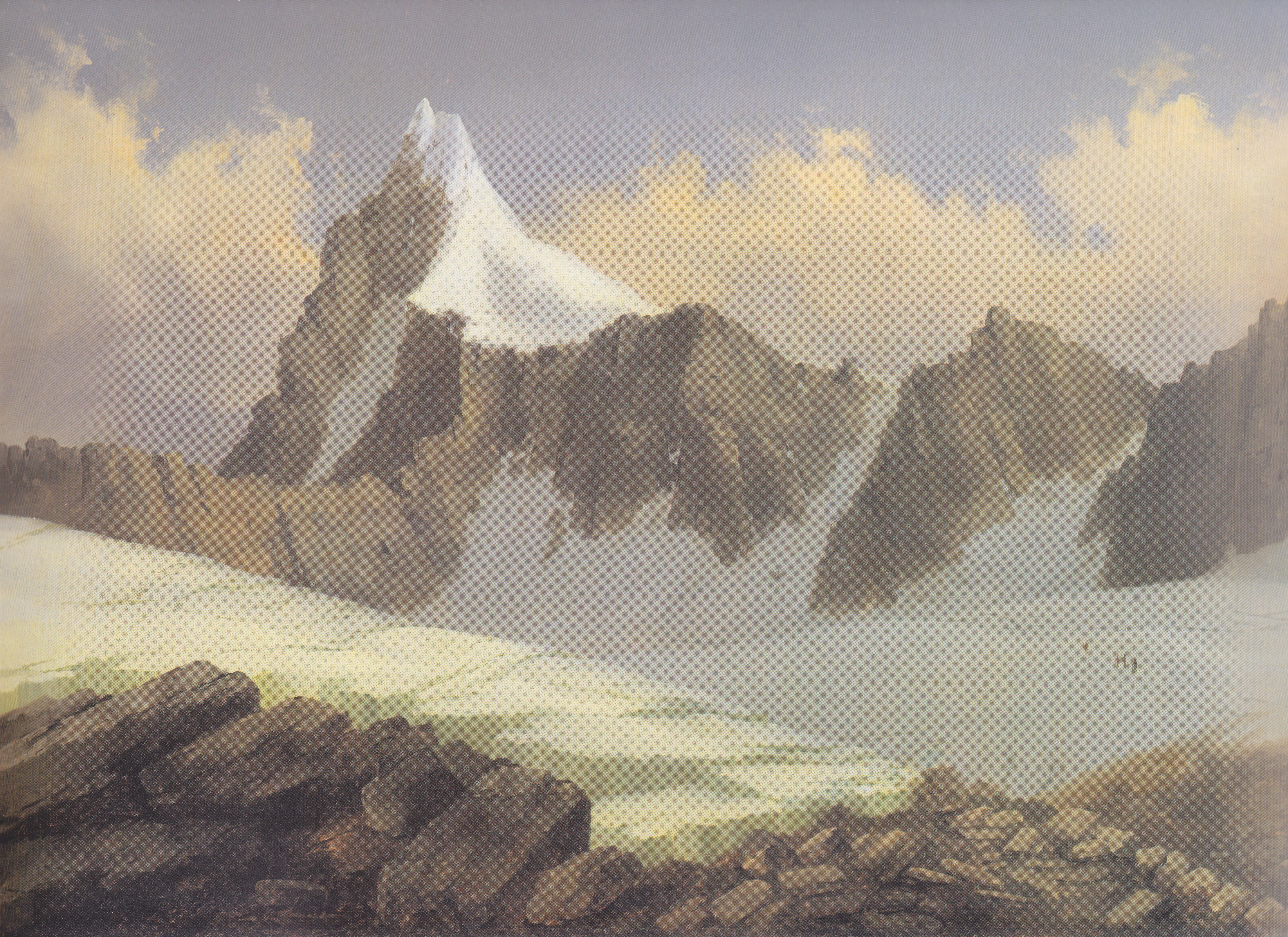
Grossglockner med glaciärer. Oljemålning.
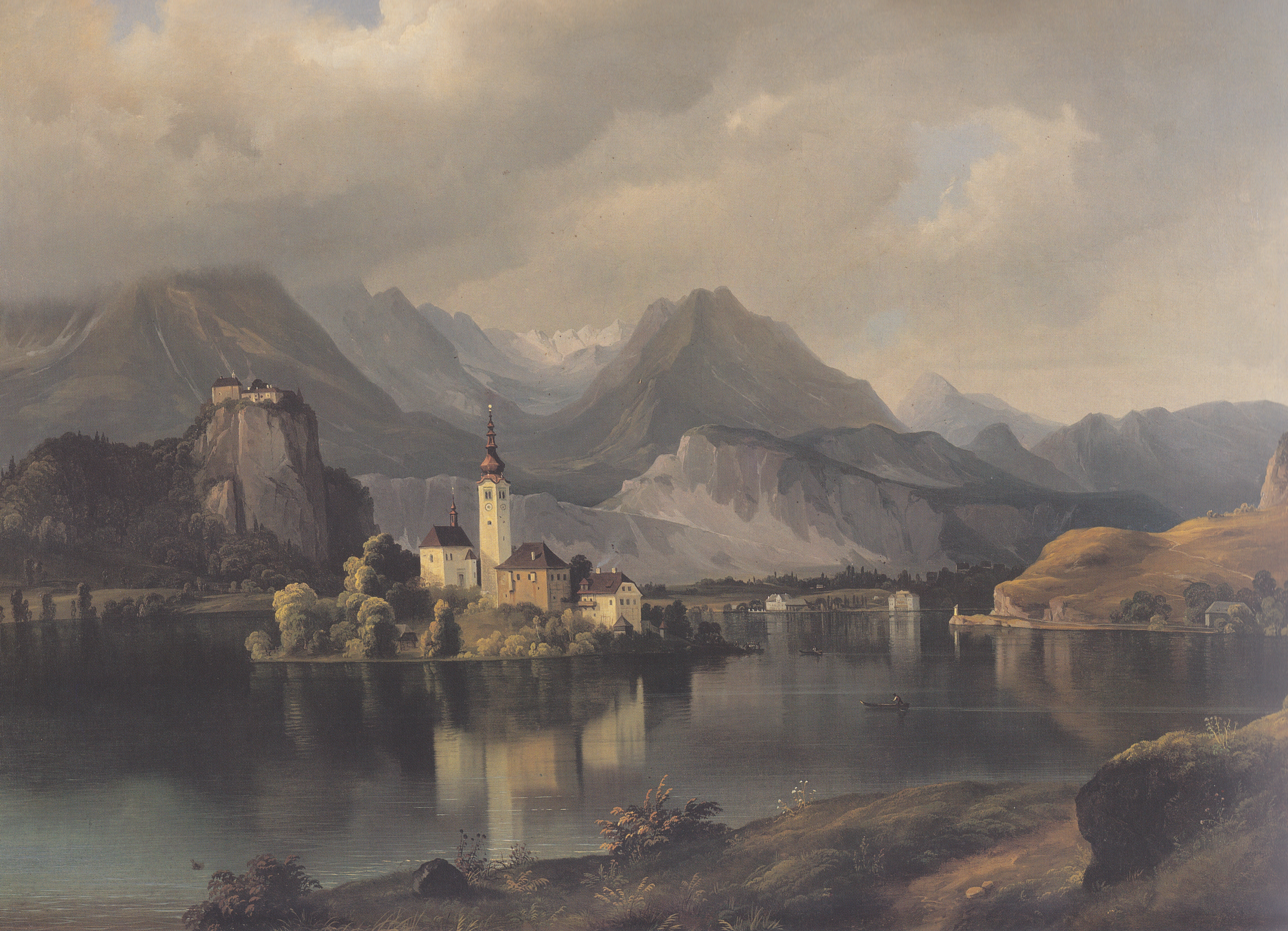
Oljemålning av sjön Bled (tyska: Veldes) med vallfärdskyrkan St. Maria på ön och den 1000-åriga borgen, i slovenska Krain.
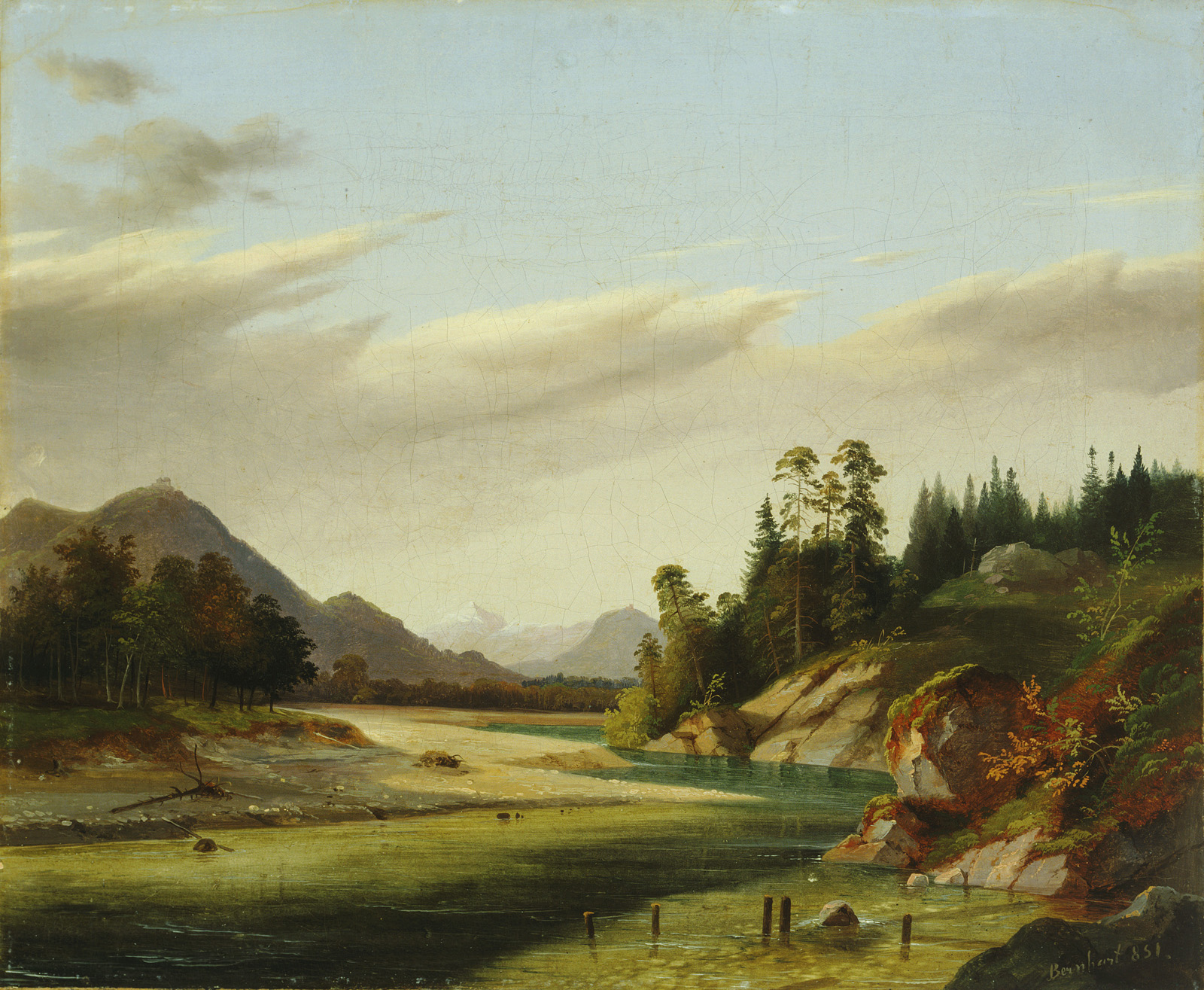
Landskapsvy med floden Sava och kyrkan St. Maria på kullen Šmarna Gora, strax utanför Ljubljana
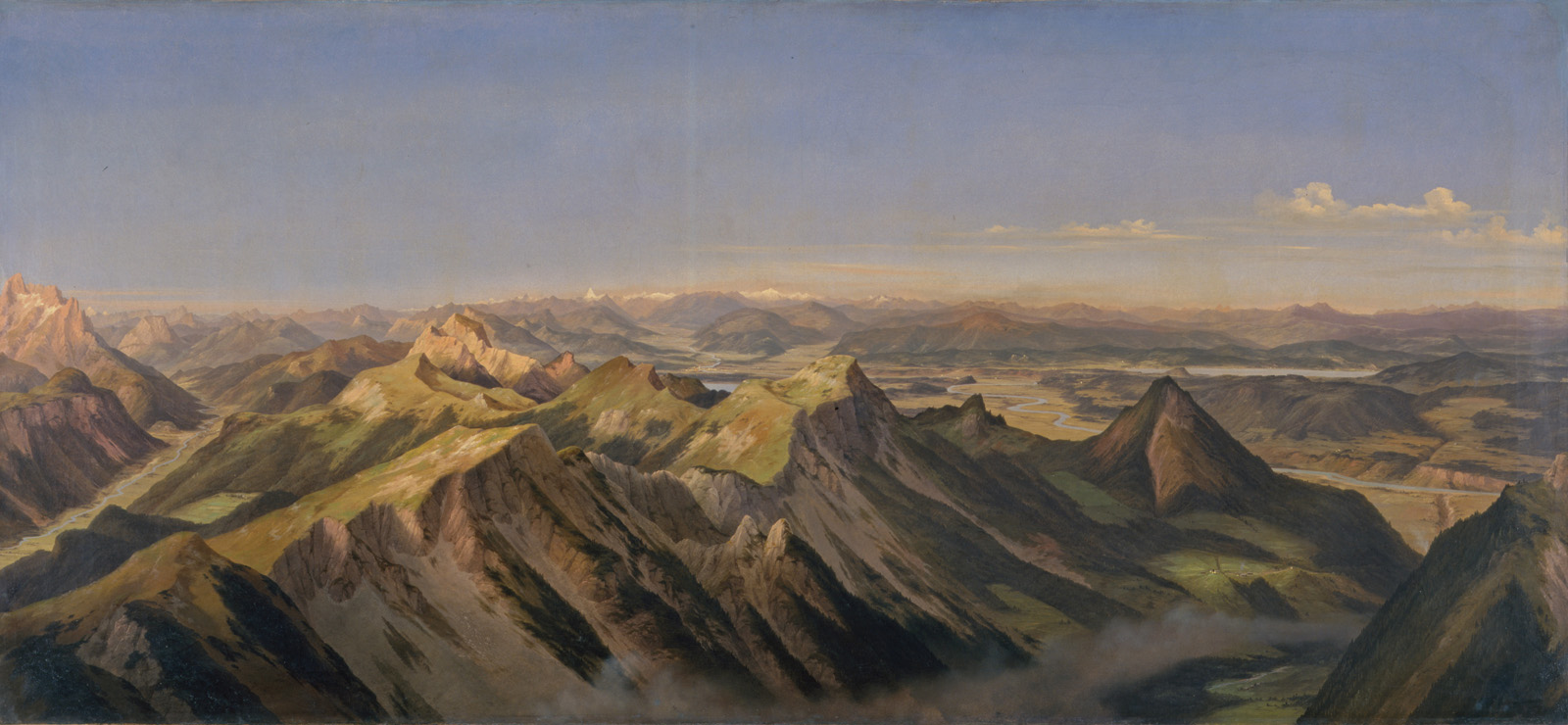
Panorama från Stol i Karawankerna, över floden Sava Dolinkas dalgång i slovenska Krain längst till vänster, och klagenfurt-bäckenet med Hohe Tauern i fonden. Oljemålning.
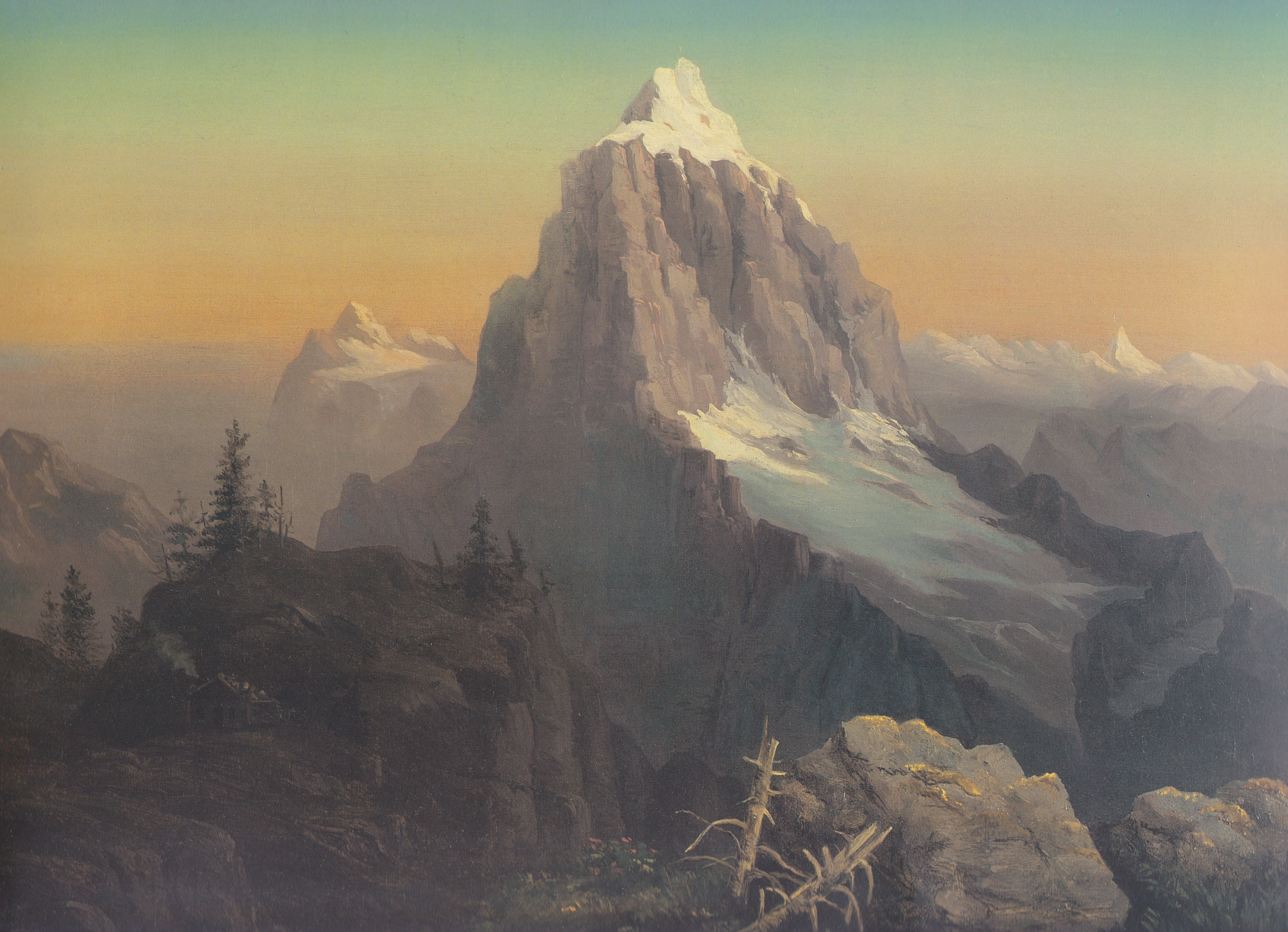
Julianska Alperna i slovenska Krain. Oljemålning.
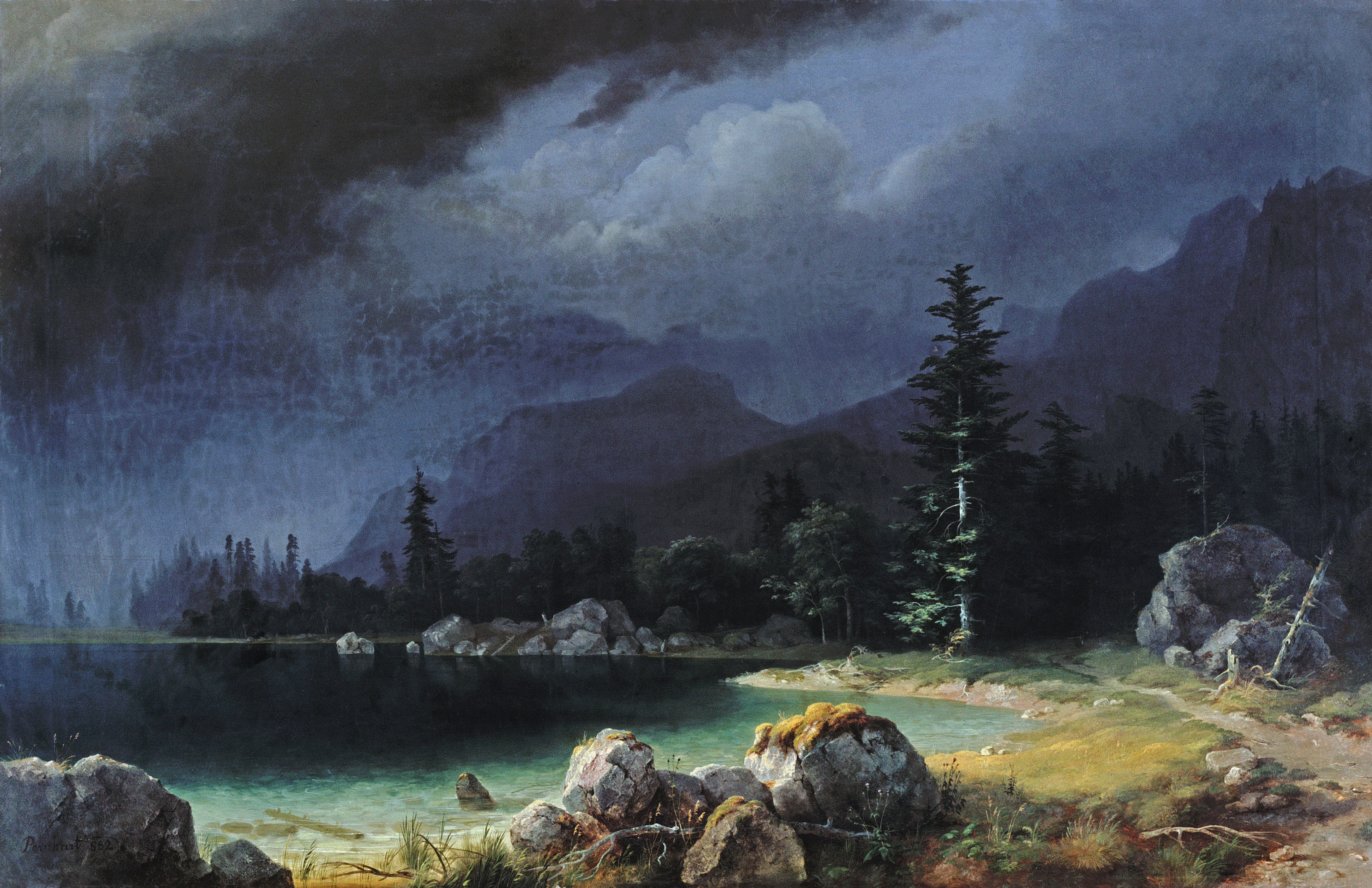
Oljemålning av åskväder över en av sjöarna under Mangart, Julianska Alperna.
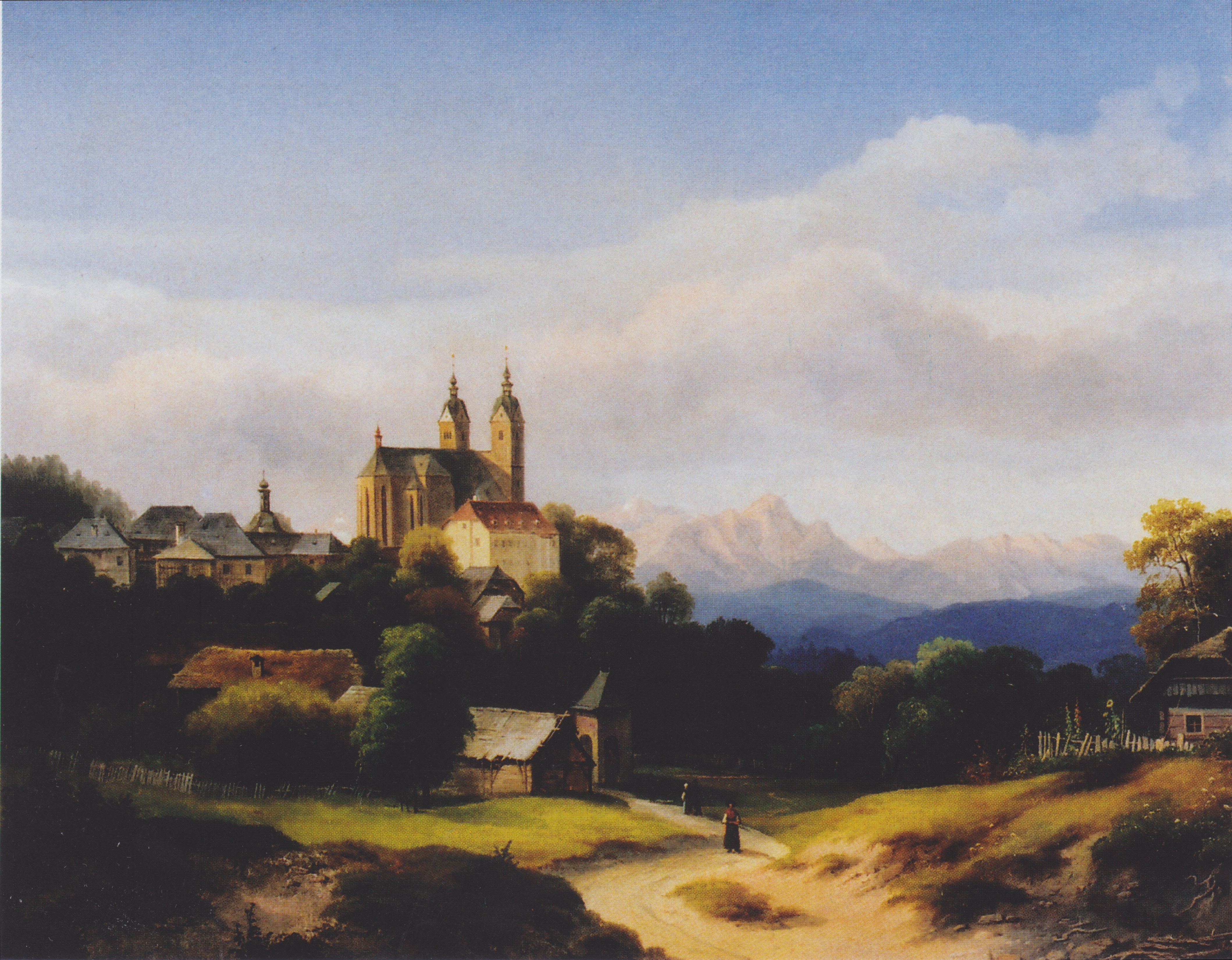
Katedralen i Maria Saal (slovenska: Gospa Sveta) – byggd under tidiga medeltiden invid furstarna av Karantaniens kröningsplats.
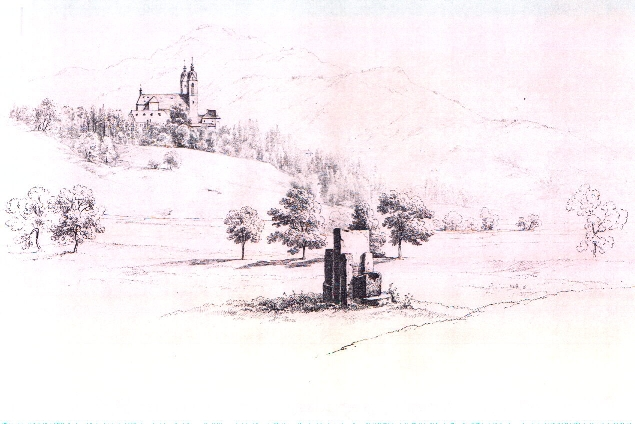
Teckning av karantansk krönings- och tingsplats på fältet nedanför katedralen vid Maria Saal (slovenska: Gospa Sveta).
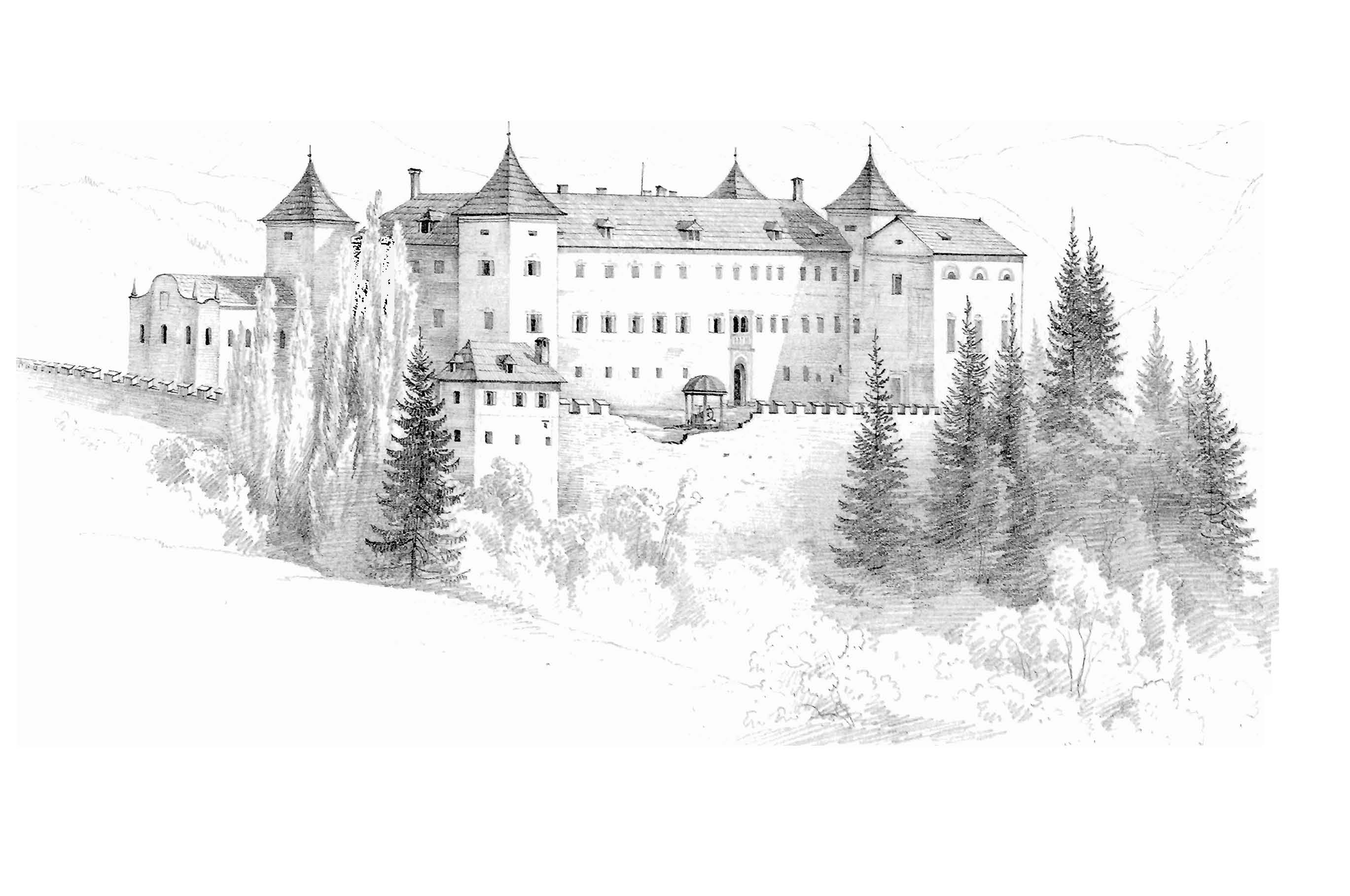
Teckning av renässansslottet Wernberg utanför Villach (slovenska: Beljak).
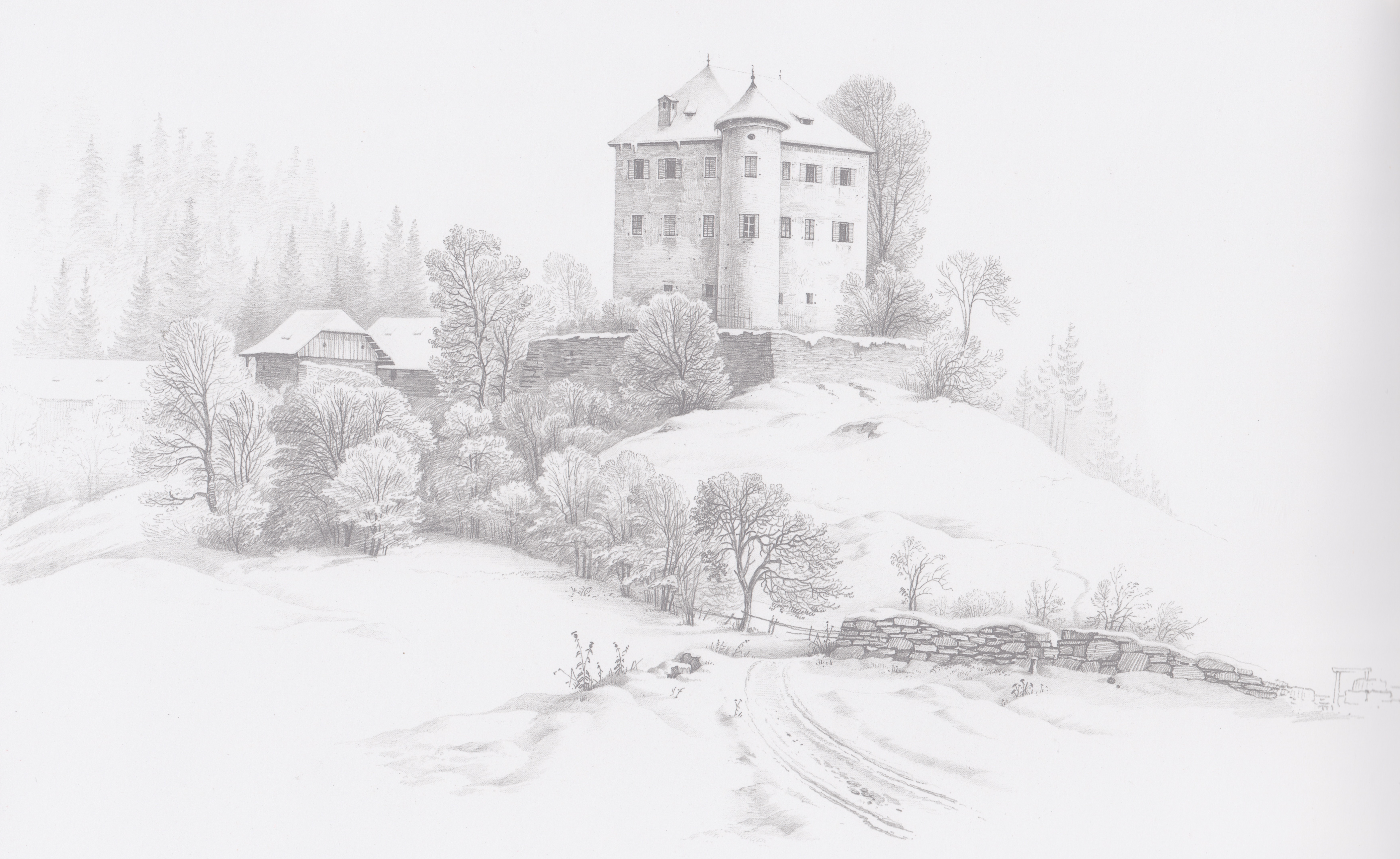
Teckning av renässansfästningen Hornstein vid Krumpendorf (slovenska: Kriva).
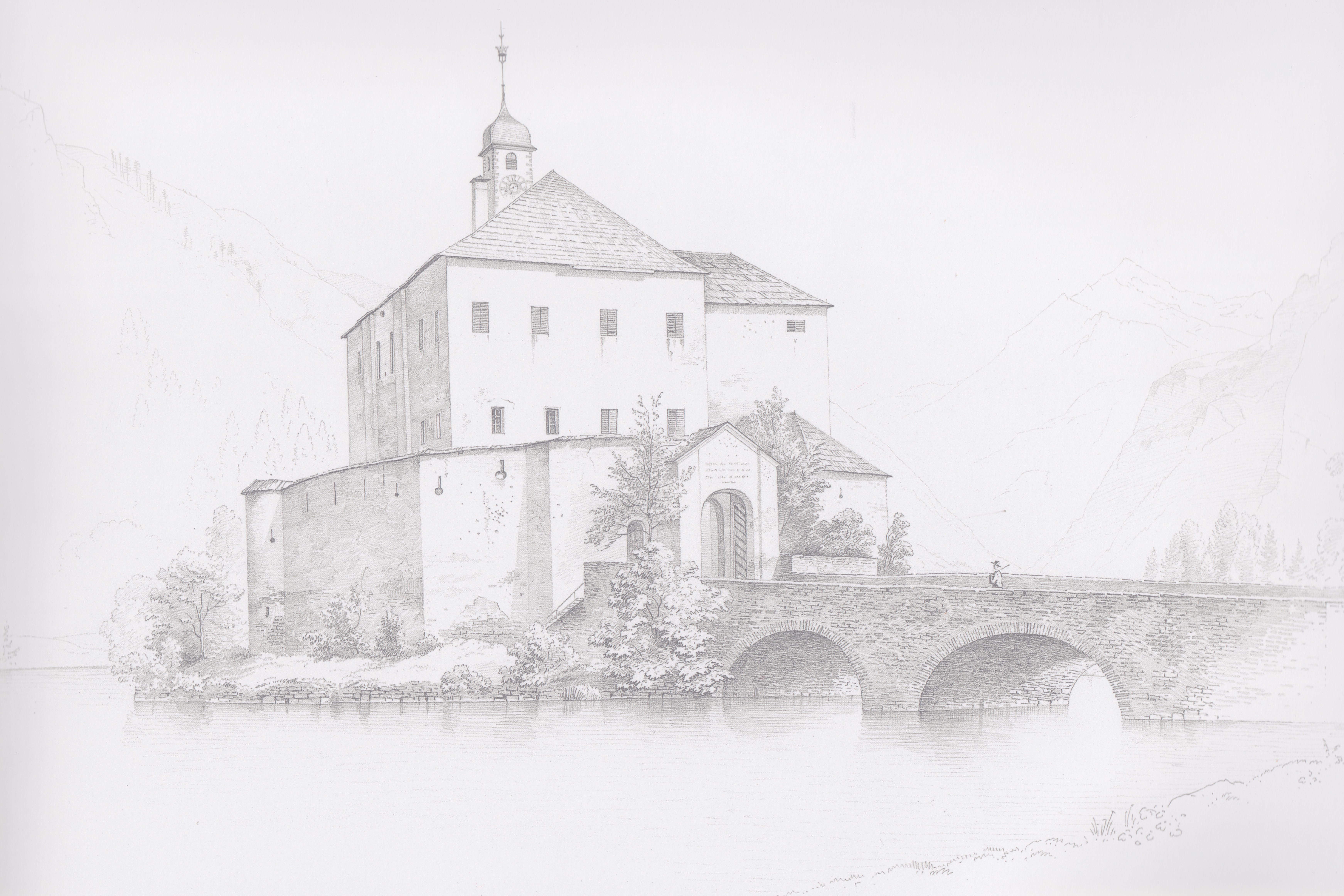
Teckning av vattenfästningen Dornbach i Maltatal.
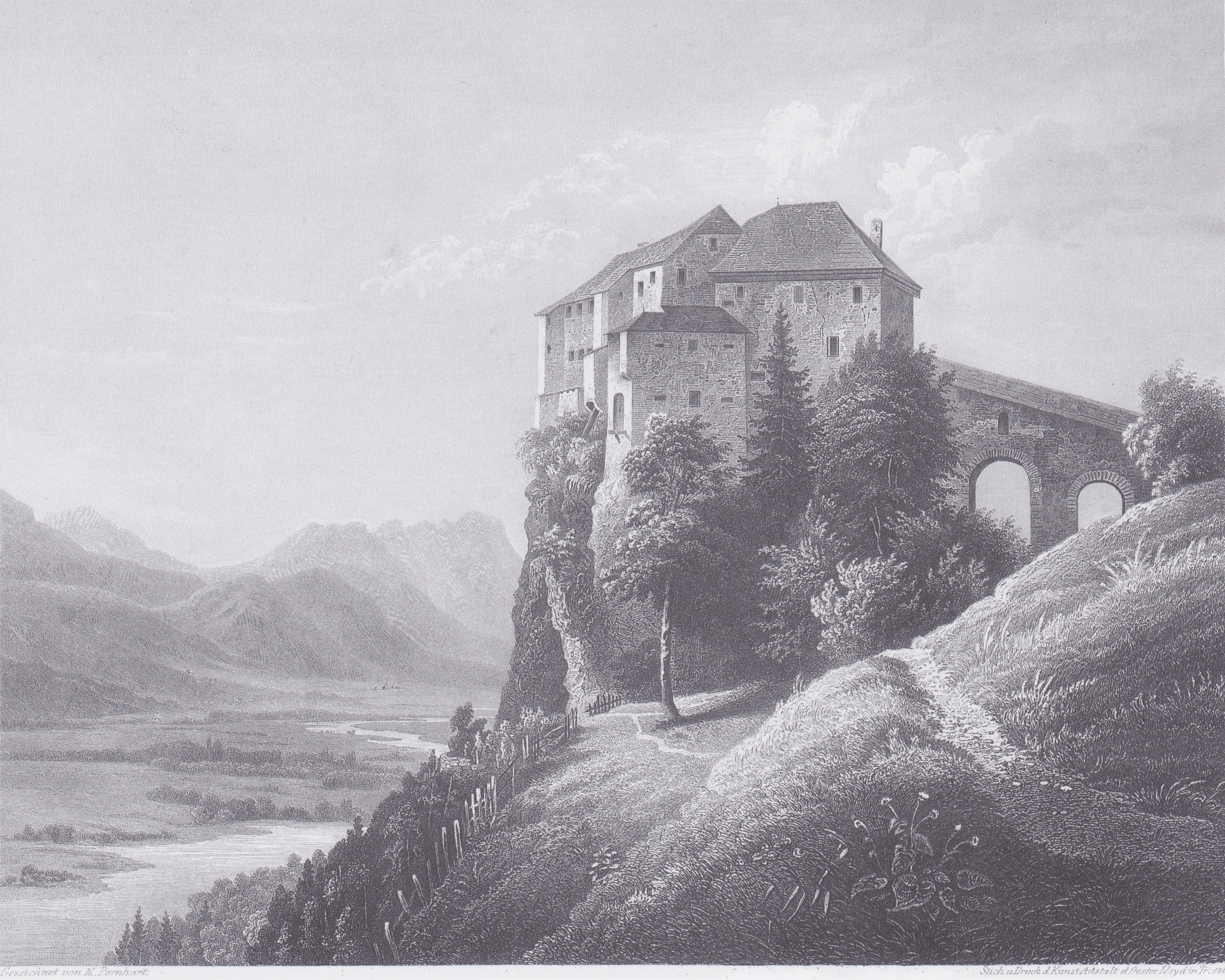
Gravyr av borgen Hollenburg (slovenska: Humberk) ovan floden Dravas dalgång.
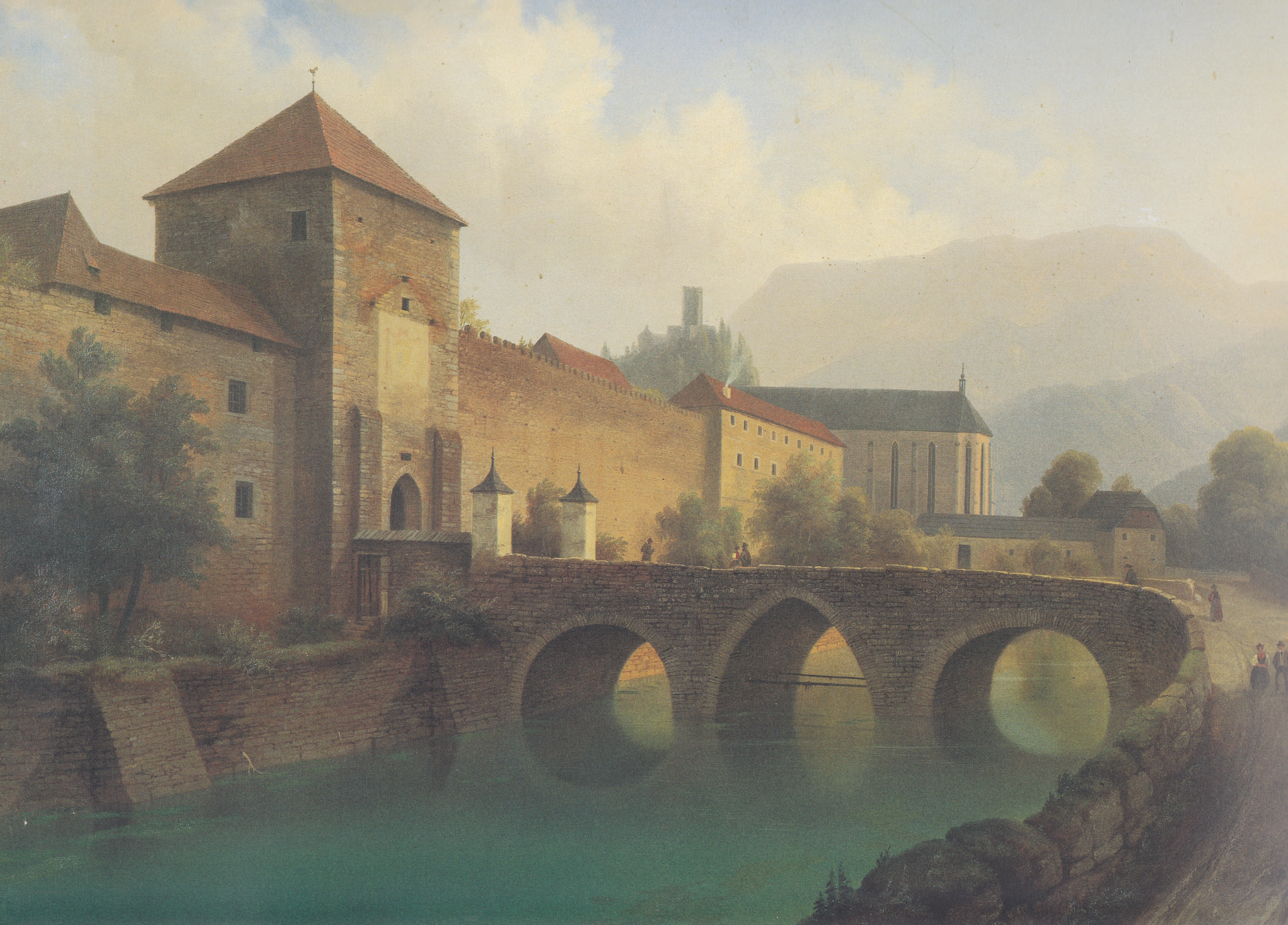
Stadsport i Friesing (slovenska: Breže).
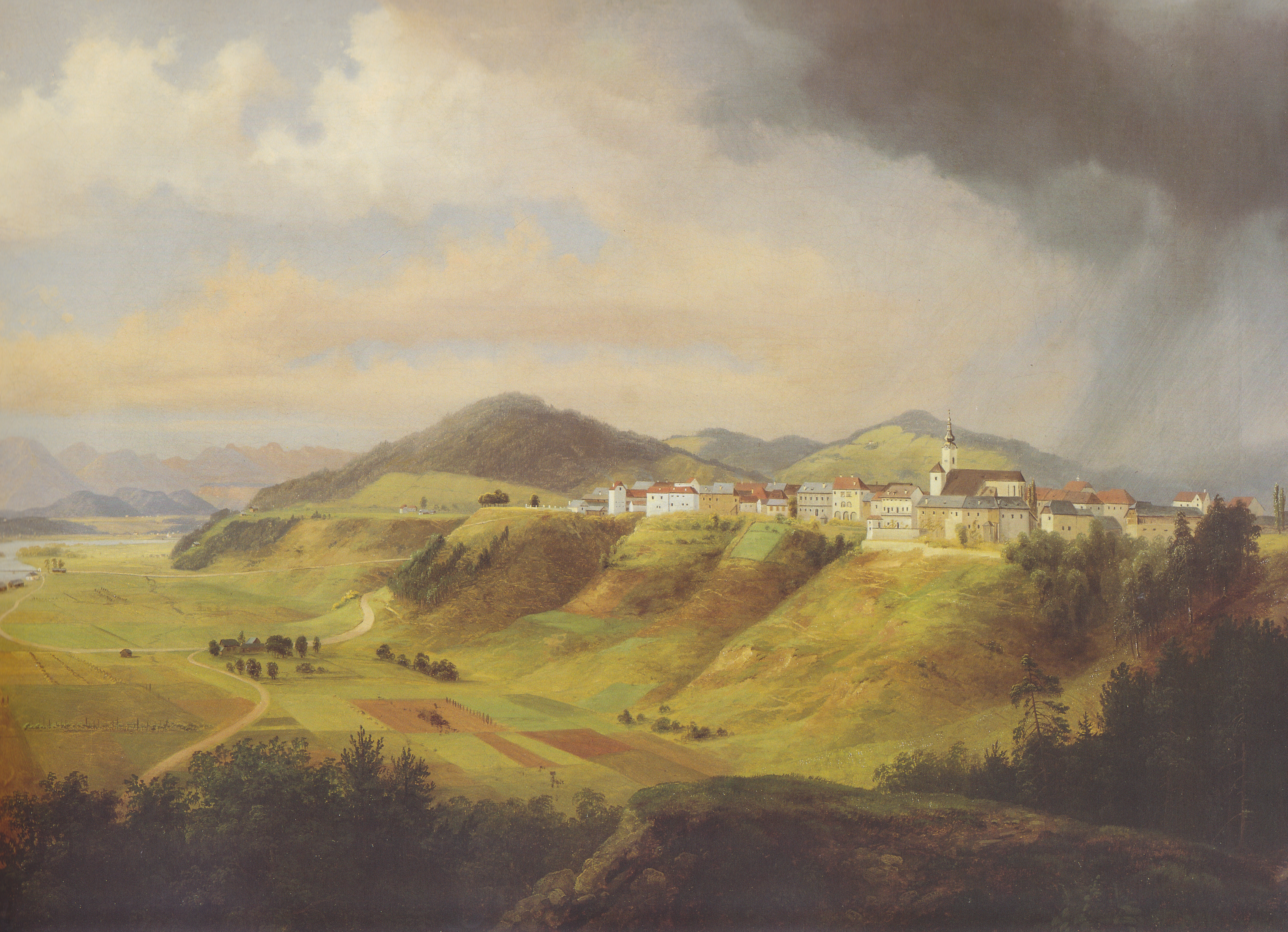
Oljemålning av Völkermarkt (slovenska: Velikovec).
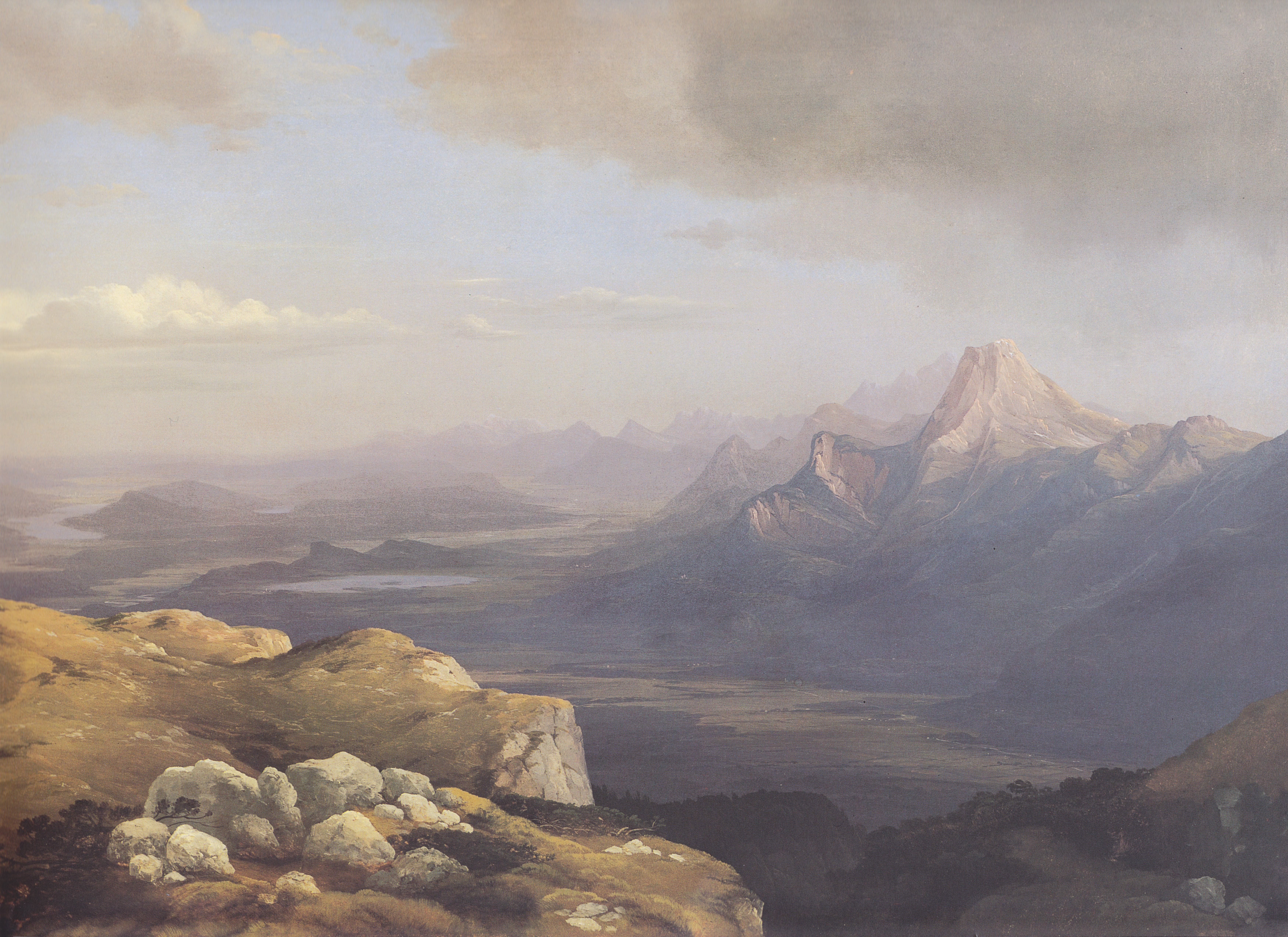
Utsikt från Dobratsch (slovenska: Dobrač) över sjöarna i klagenfurt-bäckenet, under Karawankerna. Oljemålning.